# إسماعيل آل ياسين
إسماعيل محمد-تقي باقر آل ياسين (1904 - 20 سبتمبر 1953) شاعر عراقي من أهل القرن العشرين. ولد في الكاظمية ببغداد ونشأ فيها يدرس في مدرستي آل ياسين والصدر، ثم تابع دراسته في جامعة آل البيت في بغداد وعيّن معلماً في البصرة بعد تخرجه. سافر إلى القاهرة ودرس في دار العلوم العليا وتخرّج بها. ثم عاد إلى العراق وعمل مدرساً في عدد من الثانويات في المدن العراقية. توفي إثر نوبة قلبية في بغداد ودفن في النجف.

## سيرته
هو إسماعيل بن محمد تقي بن باقر بن محمد حسن آل ياسين. ولد في الكاظمية سنة 1323 هـ/ 1904م، وأمه من عائلة آل شالجي موسى. تقلى علومه الأولية عن أبيه وأعمامه - محمد رضا وراضي - فيها. وعند افتتاح جامعة آل البيت في بغداد انتسب إليها، ونال إجازتها العلمية. ثم عيّن معلماً في البصرة فأمضى فيها عاماً دراسياً، ثم أوفد للدراسة إلى مصر سنة 1929، فدخل دار العلوم العليا بالقاهرة وتخرّج فيها 1933، وعاد إلى العراق ليعود إلى التدريس، فعيّن مدرساً في متوسطة الكرخ ببغداد، ثم طلبه صديقه عبد الهادي المختار ليكون معاوناً له في الإعدادية المركزية للبنين، وبعد ذلك تنقّل في مختلف ثانويات العراق، كالديوانية والعمارة. رجع إلى بغداد ليشغل إدارة ثانوية الكرخ للبنين، ثم إدارة دار المعلمين الابتدائية. وصف بأنه كان قوي الشخصية، عالماً بالعربي ومتخصصاً بها، حسن الأداء لطيف العبارة، ذكي الذهن والروح. أصيب بمرض الربو فكان يضايقه في كثير من الأحيان. اختص بصديقه عبد الهادي المختار فكانا لا يفترقان في أغلب الأحيان، وتساجلا الشعر الموزون وغيره وكان ينطق أحيانا في نظم الشعر مرتجلاً.
توفي يوم الأربعاء 12 محرم 1373 / 20 سبتمبر 1953 إثر نوبة قلبية‌ ونقل إلى النجف حيث دفن في مقبرة الأسرة بمحلة العمارة.

## شعره
له شعر حسن معظمه في الوجدانيات وليس له ديوان، وأشعاره متفرّق في الكتب التي ترجمه له ولدى أصدقائه. «يتجاوب شعره من حيث المحتوى مع مطالب عصره، وعبارته حديثة قريبة من لغة الحياة، وإن كان - بحكم ثقافته - يتطلع إلى القديم. أكثر ما أثر عنه قطع من أربعة أبيات، أو رباعيات في سلك محدود، وهذا مؤشر على اتجاه تفكيره ومدى امتداد نفسه.» من شعره خاطرتي في صفحات الحب: